# Dolichopeza (Nesopeza) vitripennis
Dolichopeza (Nesopeza) vitripennis is een tweevleugelige uit de familie langpootmuggen (Tipulidae). De soort komt voor in het Oriëntaals gebied.